# Темер, Мишел
Мише́л Миге́л Эли́ас Те́мер Лули́я (порт. Michel Miguel Elias Temer Lulia; род. 23 сентября 1940, Тиете, Сан-Паулу, Бразилия) — бразильский государственный и политический деятель, адвокат, доктор юридических наук, вице-президент Бразилии (2011—2016), президент Бразилии с 31 августа 2016 по 1 января 2019 года. Председатель Партии бразильского демократического движения и прогресса.

## Биография
Семья Темера происходит из североливанской деревни Бтаабура, расположенной неподалёку от города Триполи и населённой преимущественно маронитами. Таким образом, он является вторым вице-президентом Бразилии ливанского происхождения после Жозе Марии Алкмина.
Окончил юридический факультет Университета Сан-Паулу. В 1983 году был назначен генеральным прокурором города, затем возглавлял секретариат по общественной безопасности в префектуре.
С 1987 по 2010 год шесть раз избирался депутатом от штата Сан-Паулу. Более того, в 1997—2001, а также 2009—2010 годы был спикером Палаты депутатов страны. С 2001 года возглавлял Партию бразильского демократического движения. 17 декабря 2010 года ему пришлось покинуть Палату депутатов в связи с его избранием вице-президентом Бразилии на прошедших 31 октября выборах.
Подписал уведомление о временном отстранении Дилмы Русеф от должности президента.

### Президент Бразилии

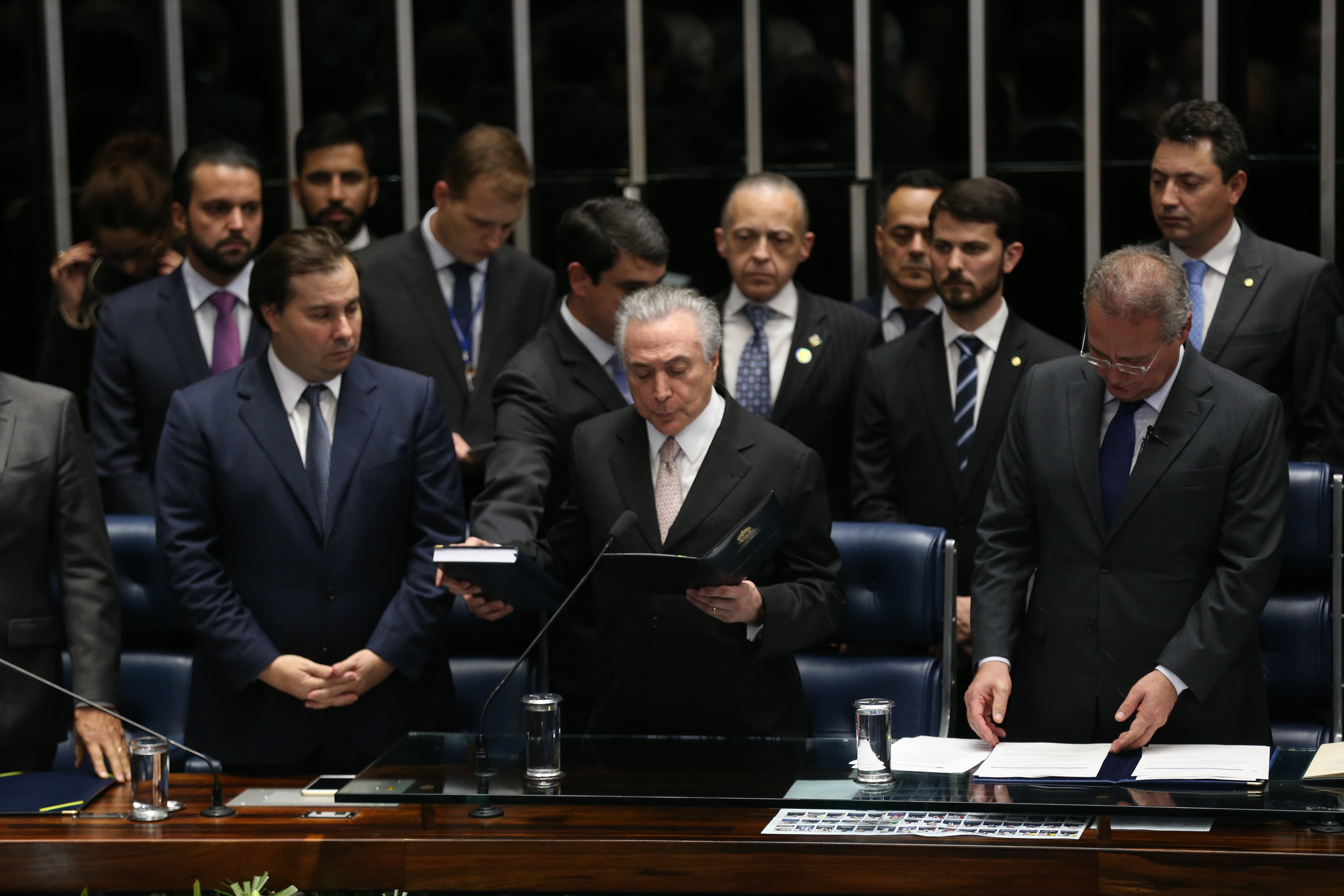
Мишел Темер принимает присягу президента во время своей инаугурации в Национальном Конгрессе 31 августа 2016

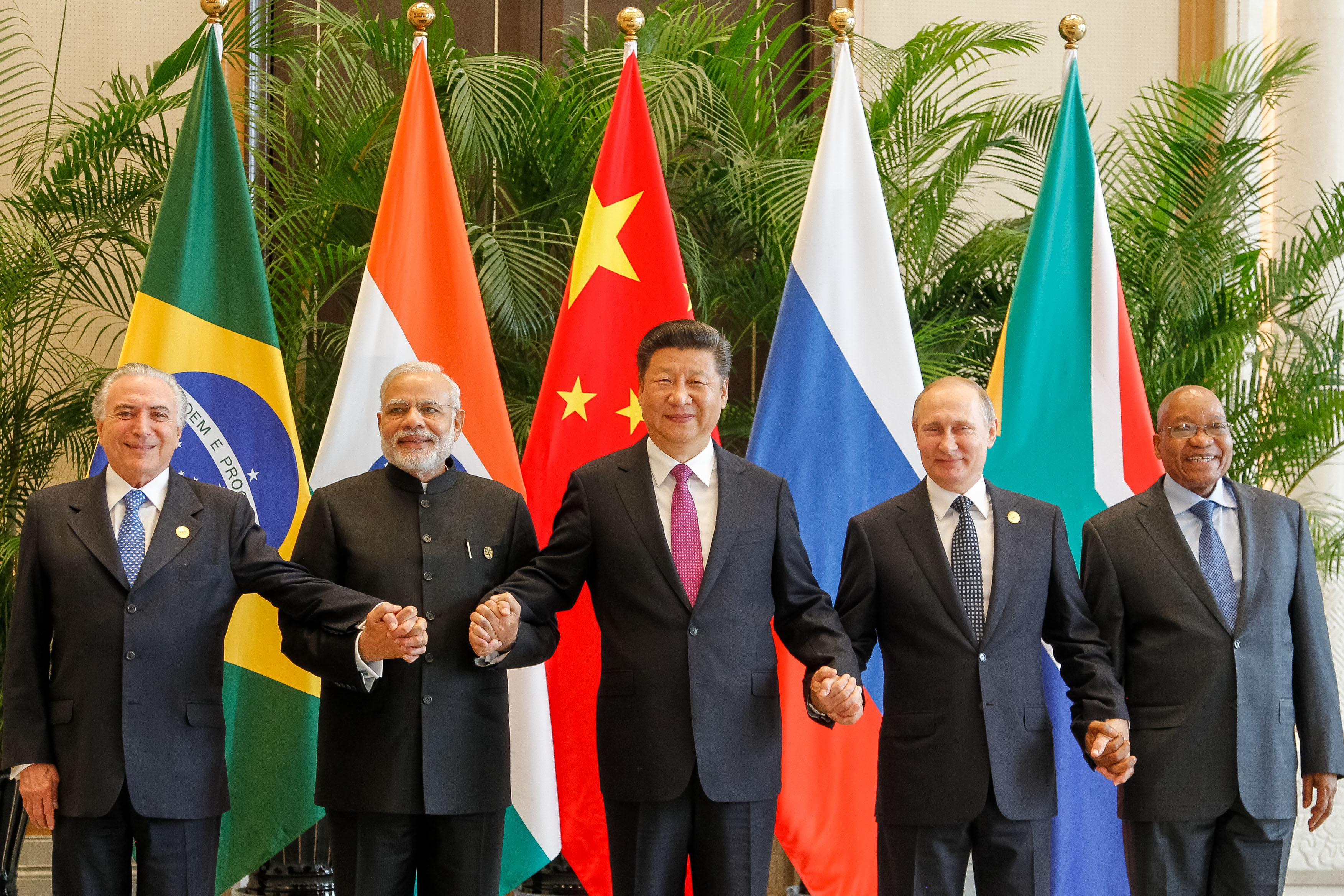
Саммит лидеров БРИКС, 3 сентября 2016. Слева направо: Мишел Темер, Нарендра Моди, Си Цзиньпин, Владимир Путин и Джейкоб Зума

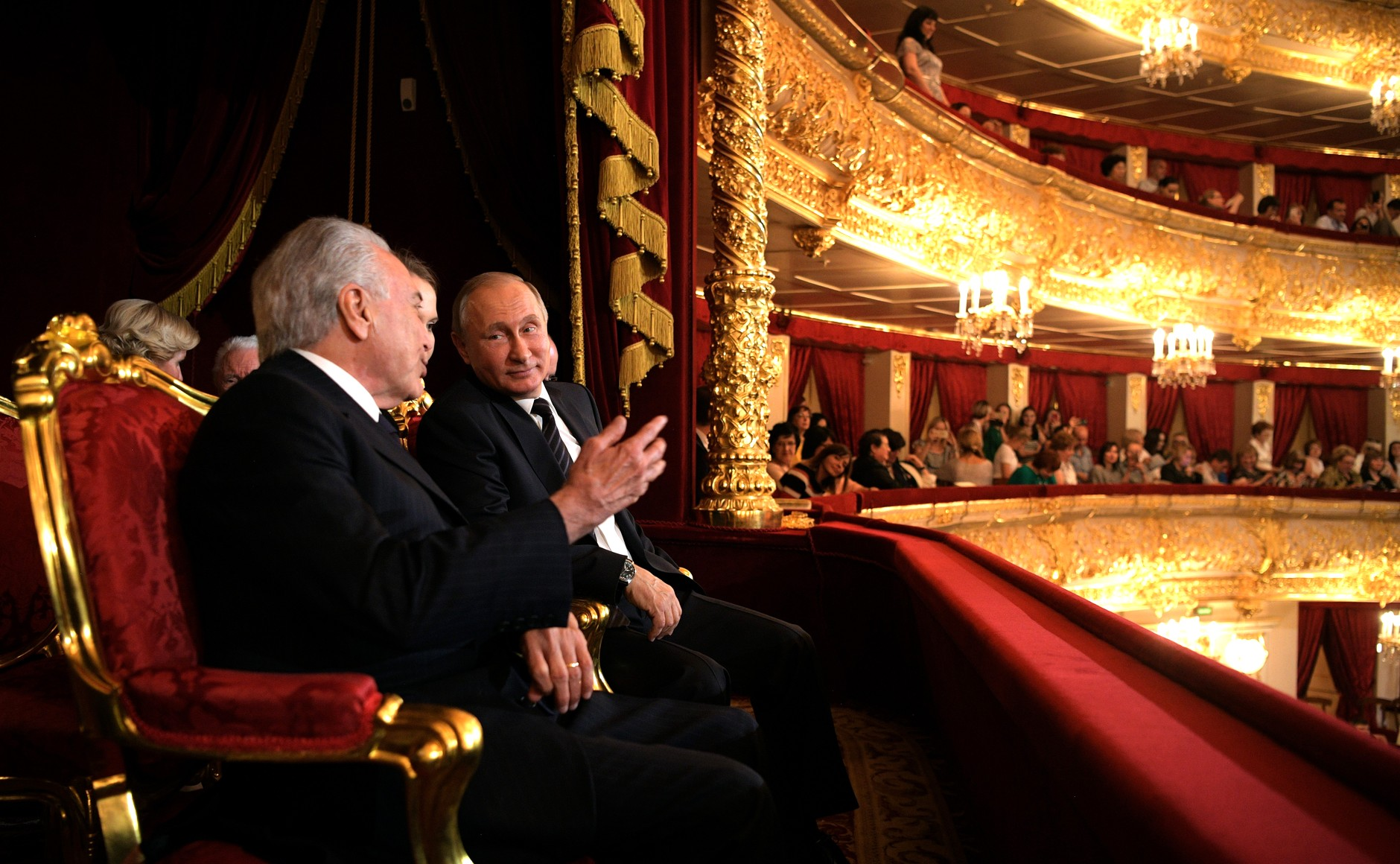
С Владимиром Путиным в Большом театре в Москве 20 июня 2017

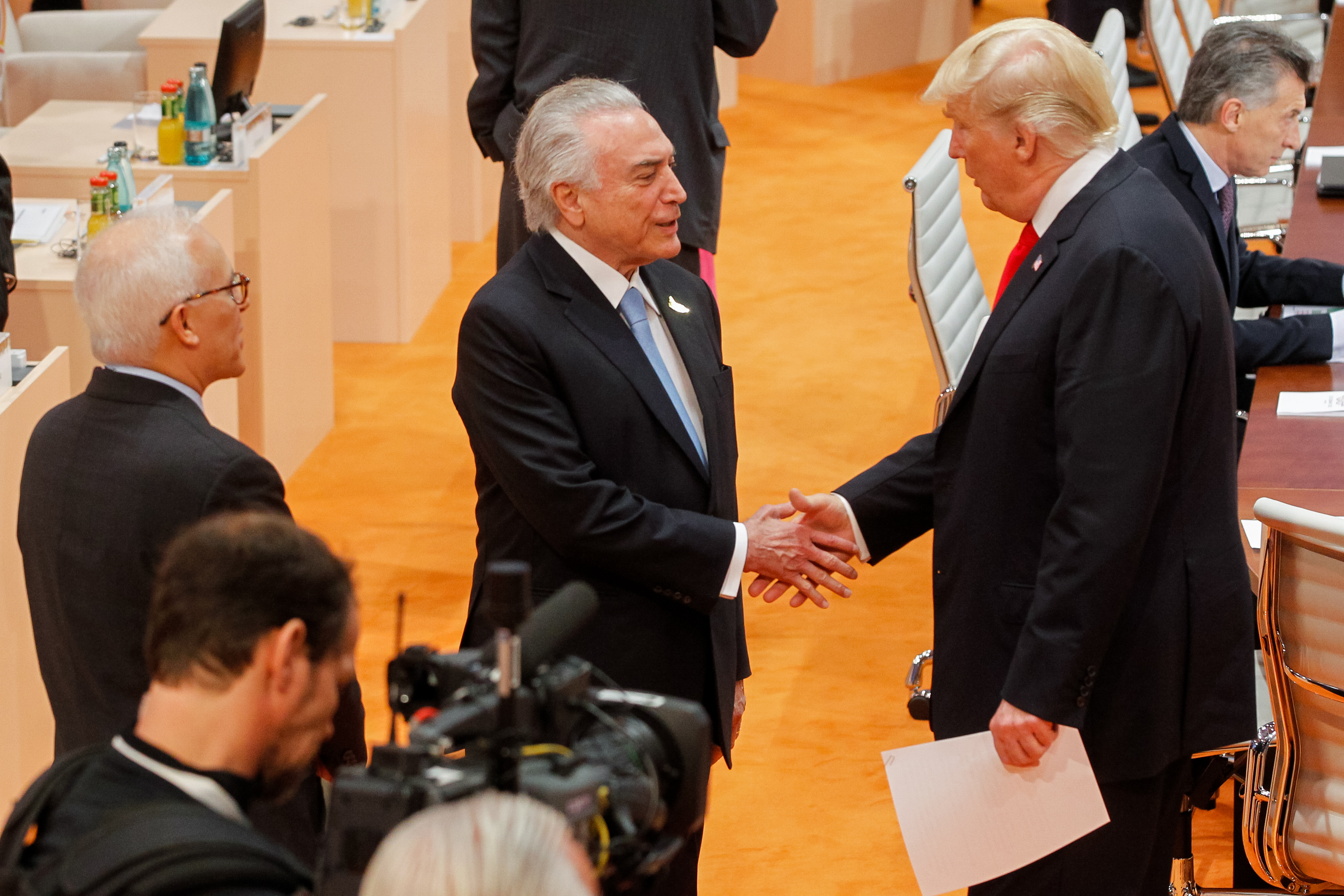
Мишел Темер и президент США Дональд Трамп во время саммита Большой Двадцатки в Гамбурге 8 июля 2017

12 мая 2016 года, после начала процедуры импичмента президента Дилмы Русеф, назначен исполняющим обязанности президента Бразилии.
Как исполняющий обязанности президента Бразилии: открыл 31-е Летние Олимпийские игры, проходившие с 5 по 21 августа 2016 года в Рио-де-Жанейро.
Являлся информатором, поставлявшим информацию посольству США в Бразилии, по информации, выданной Викиликс в 2011 году. 31 августа 2016 года официально вступил в должность президента Бразилии. В марте 2017 года Темер решил снова переехать в резиденцию вице-президента. У него были проблемы с бразильским Институтом исторического наследия из-за архитектурных изменений, которые он внёс в президентский дворец. В интервью бразильскому новостному журналу Veja он упомянул, что не может спать в «просторных комнатах» президентского дворца и усомнился в возможности привидений.
28 апреля 2017 года профсоюзы призвали к всеобщей забастовке против пенсионных и трудовых реформ, предложенных его правительством, которая потерпела неудачу во многом, особенно из-за отсутствия интереса у большинства населения. За исключением столиц штатов и крупных городов, в большинстве мест забастовка ограничивалась маршами или просто ничего не происходило.
16 февраля 2018 года подписал закон, направленный на борьбу с организованной преступностью в Рио-де-Жанейро, передав полный контроль над безопасностью военным. Сообщается, что военные будут контролировать безопасность до 31 декабря 2018 года. На следующий день предложил создать Министерство общественной безопасности в ближайшем будущем.
Вторая попытка импичмента. 17 мая 2017 года, согласно представленной магнитофонной записи, произошла утечка информации, опубликованная в одной из бразильских газет, где говорилось о том, что раскрыта попытка взятки предпринимателю Батисте, предприниматель, который руководит крупнейшей в стране мясоконсервной фирмой JBS S.A. 24 мая 2017 года тысячи разгневанных демонстрантов двинулись к Конгрессу, требуя отставки Темера и немедленных прямых президентских выборов. Президент Темер стремился подавить восстание в своей собственной партии. Подавив протесты, Темер развернул федеральные войска в столице. Фотографии и свидетельства, сделанные во время протеста, показывают насилие полиции, а офицеры стреляют в демонстрантов во время манифестации. Отказ Президента Темера уйти в отставку делает его все более непопулярным и провоцирует не только политический тупик, но и неопределенность, погружая страну в кризис и усиливая худшую рецессию в её истории.
9 июня 2017 года Высший избирательный суд Бразилии проголосовал за освобождение Темера и Русеф от предполагаемого незаконного финансирования кампании на выборах 2014 года, что позволило ему остаться в должности. Бывший вице-президент компании Одебрехт Марсио Фариа да Силва сказал, что Темер попросил его на встрече организовать платеж в размере 40 миллионов долларов партии Темера, партии бразильского демократического движения (PMDB). Фариа сказал, что он встретился с Темером в своем адвокатском бюро, и что спикер нижней палаты Эдуардо Кунья и конгрессмен Энрике Эдуардо Алвес также присутствовали. Платеж представлял собой 5 % комиссию по контракту, который Odebrecht искал с государственной нефтяной компанией Petrobras, сказал Фариа. Судья Верховного Суда Луис Эдсон Фачин обнародовал эти и другие показания и распорядился провести расследование в отношении более 100 политиков, причастных к взяткам и откатам в государственных компаниях, в частности Petrobras. 26 июня 2017 года Темер был обвинён Генеральным прокурором Родриго Янотом в получении взяток, и Янот передал обвинения в Верховный федеральный суд. Нижняя палата должна проголосовать по обвинениям, которые вытекают из утверждений, что он взял 5 миллионов долларов в обмен на устранение налоговых проблем JBS и содействие кредиту. Темер по-прежнему пользуется поддержкой Родриго Майи, который заменил Кунью в качестве спикера нижней палаты, и имеет право принять или отложить петицию об импичменте. Считается, что Темер предпринимает все усилия, чтобы остаться в должности, но он теряет поддержку. Темер дважды менял министра юстиции в 2017 году. Федеральная полиция рекомендовала, чтобы Темеру также было предъявлено обвинение в препятствовании правосудию. Сокращение финансирования вынудило Федеральную полицию распустить рабочую группу, оставив некоторые расследования незавершёнными, а министр юстиции Торквато Жардим безуспешно пытался сменить руководство ПФ. Ряд законодательных инициатив посвящен амнистии и внесению изменений в Уголовно-процессуальный кодекс.
В июне 2017 года рейтинг одобрения Темера составил 7 %, что является самым низким показателем для любого президента за более чем тридцать лет. Дата Пауэр 360 опубликовал, который был проведен 19—21 июня и показал рейтинг одобрения 2 %. В опросе, проведенном институтом IBOPE между 24 и 26 июля, 81 % бразильцев поддержали обвинительное заключение Президента. 2 августа законодатели в нижней палате Конгресса проголосовали за то, чтобы не передавать дело против скандального президента в Верховный суд, который имеет право осудить его. Наблюдатели и население утверждают, что переход к защите Темера лишь ещё больше подрывает доверие к политической и избирательной системе Бразилии. 20 июня 2017 года совершил государственный визит в Россию, где встретился с президентом Владимиром Путиным.
22 августа 2017 года издал указ о закрытии Амазонского заповедника в северных штатах Бразилии. После волны протестов указ был отменён 26 сентября того же года.

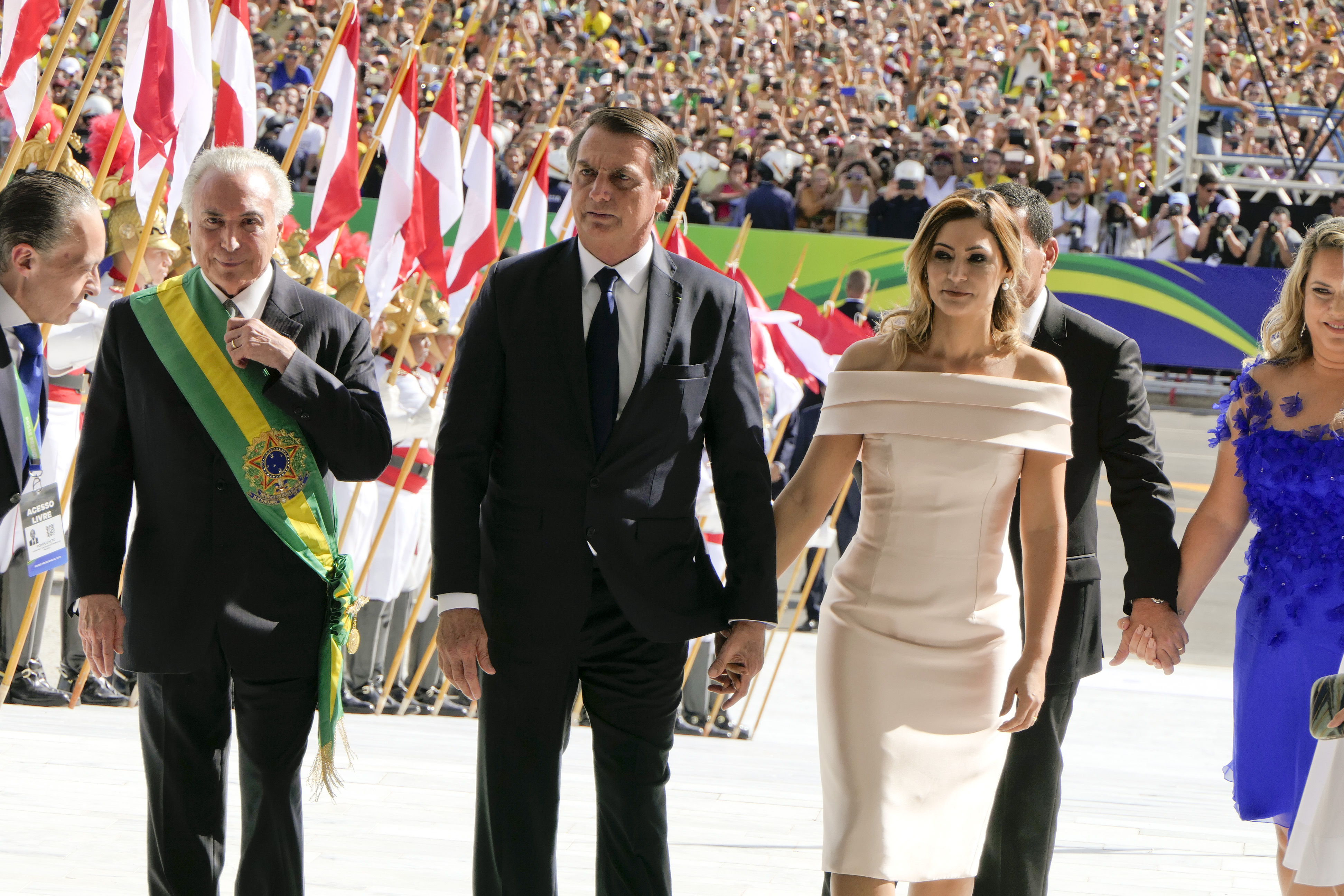

1 января 2019 года прекратил полномочия президента Бразилии.

### Обвинение в коррупции
В марте 2019 года был арестован по подозрению в коррупции. Следствие предполагало, что он получил взятку в размере 1 млн реалов (более $260 тыс.) за заключение контрактов при строительстве атомной электростанции «Ангра-3» во время работы президентом страны. Темер — третий президент Бразилии, обвиненный в коррупции. Ранее подобные обвинения были выдвинуты против Дилмы Русеф и Луиса Инасиу Лула да Силва. Арест позже был отменен и Мишел Темер остался на свободе. В марте 2021 года был оправдан судом федерального округа Бразилиа.

### После президентства
В августе 2020 года возглавил гуманитарную миссию Бразилии в Ливане.
В январе 2021 года компания Huawei наняла его своим советником по развитию сетей 5G в Бразилии.
В 2023 году был нанят Google для лоббирования интересов корпорации в парламенте страны на фоне разработки законодателями новых жёстких норм  современного регулирования деятельности крупных IT-компаний в Интернете.

## Личная жизнь
Воспитывает пятерых детей. Первая жена — Мария Селияде Толеду. В 2003 году 63-летний политик женился на 20-летней фотомодели Марселе Тедески.
От первого брака имеет трёх дочерей — Лусиана (1969 г.р., имеет докторскую степень в области конституционного права), Маристела (1972 г.р., психолог) и Кларисса (1974 г.р., психолог). От второго брака есть сын Мишел (2008 г.р.). Также имеется внебрачный сын Эдуардо (1999 г.р.) от бразильской журналистки Эрики Ферраз.

## Награды
Есть многочисленные награды, в том числе Большой крест ордена Риу-Бранку (Бразилия, 1997); Большой крест ордена Заслуг (Парагвай, 1988), Большой крест ордена Даннеброга (Дания, 1999).